# Euphorbia goldei
Euphorbia goldei es una especie fanerógama perteneciente a la familia de las euforbiáceas.  Es originaria de  Ucrania en la Península de Crimea.

## Taxonomía
Euphorbia goldei fue descrita por Yaroslav Projánov y publicado en Flora URSS 14: 738. 1949.
Etimología
Euphorbia: nombre genérico que deriva del médico griego del rey Juba II de Mauritania (52 a 50 a. C. - 23), Euphorbus, en su honor – o en alusión a su gran vientre –  ya que usaba médicamente Euphorbia resinifera. En 1753 Carlos Linneo asignó el nombre a todo el género.
goldei: epíteto otorgado  en honor de su descubridor, el recolector ruso K.Golde (1872-1899), quien recorrió Crimea y Ucrania.
Sinonimia
- Euphorbia nicaeensis subsp. goldei (Prokh.) Greuter & Burdet
- Euphorbia × pseudoglareosa Klokov
- Tithymalus nicaeensis subsp. goldei                                                                                    (Prokh.) Soják[5][6]